# İstanbul Cup 2009
İstanbul Cup 2009 — жіночий тенісний турнір, що проходив на відкритих кортах з твердим покриттям. Це був 5-й за ліком Istanbul Cup. Належав до турнірів International у рамках Туру WTA 2009. Відбувся в Стамбулі (Туреччина). Тривав з 27 липня до 2 серпня 2009 року. Віра Душевіна здобула титул в одиночному розряді.

## Учасниці

### Сіяні пари
| Країна    | Гравчиня                | Рейтинг | Сіяна |
| --------- | ----------------------- | ------- | ----- |
| Росія     | Віра Звонарьова         | 7       | 1     |
| Швейцарія | Патті Шнідер            | 19      | 2     |
| Іспанія   | Анабель Медіна Гаррігес | 20      | 3     |
| Франція   | Араван Резаї            | 39      | 4     |
| Росія     | Віра Душевіна           | 49      | 5     |
| Казахстан | Ярослава Шведова        | 57      | 6     |
| Білорусь  | Ольга Говорцова         | 65      | 7     |
| Чехія     | Луціє Градецька         | 69      | 8     |

- Посів ґрунтується на рейтингові станом на 20 липня 2009 року

### Інші учасниці
Нижче подано учасниць, що отримали вайлд-кард на вихід в основну сітку
- Пемра Озген
- Іпек Шенолу
- Чагла Бююкакчай

Нижче наведено гравчинь, які пробились в основну сітку через стадію кваліфікації:
- Анастасія Єкімова
- Катерина Доголевич
- Аліна Жидкова
- Юліана Федак

## Переможниці та фіналістки

### Одиночний розряд
Віра Душевіна —  Луціє Градецька, 6–0, 6–1
- Для Душевіної це був перший титул за кар'єру.

### Парний розряд
Луціє Градецька /  Рената Ворачова —  Юлія Гергес /  Патті Шнідер, 2–6, 6–3, 12–10